# Loïc Le Meur
Loïc Le Meur (nascido a 14 de Julho de 1972) é um empreendedor e bloguer francês. Foi Vice-Presidente Executivo para EMEA na empresa de software Six Apart depois da fusão da empresa Ublog, que este criou, com a Six Apart em Julho de 2004. Em 2006 foi ainda apoiante do agora presidente francês Nicolas Sarkozy, juntando-se à sua campanha como advisor para temas relacionados com a internet. Actualmente é o CEO do software social Seesmic e o fundador e co-organizador da LeWeb, maior evento europeu para profissionais e entusiastas da web.

## Carreira
Em 1996 Loïc Le Meur fundou a sua primeira empresa, a agência interactiva B2L[carece de fontes?] depois de se formar na HEC Paris.
Em paralelo fundou também o RapidSite France, que se tornou o principal serviço de alojamento de websites para PME's em França. Em 1999, vende o RapidSite à France Télécom (atual Orange), onde passa a fazer parte da Wanadoo.
Em 2000, fundou a Tekora. [carece de fontes?]
Em 2003, envolve-se com a empresa de blogues francesa Ublog, que acaba por comprar do seu fundador Breton Stéphane Le Solliec em Outubro de 2003. É com Loic Le Meur que o Ublog cresce, fundindo-se depois com a empresa Six Apart, onde este se torna Vice Presidente Executivo em 2004. Mantém a posição até Março de 2007, altura em que passa a pasta ao parceiro Olivier Creiche. LeMeur continua como Honorary Chair of Six Apart Europe.
Em 2007, Loic muda-se para San Francisco (Califórnia, Estados Unidos), onde começa a sua actual empresa, Seesmic, continuando a organizar com a sua mulher, Geraldine Le Meur, a conferência LeWeb em Paris.

## Bloguer & LeWeb
O blogue pessoal de Loic Le Meur foi, durante muito tempo, um dos blogues mais lidos em França.[carece de fontes?] Em 2004, Loic torna-se parte da equipa por detrás do blogue oficial do World Economic Forum.
Desde 2004, Loic e a sua mulher, Geraldine, organizam a LeWeb (inicialmente chamada Les Blogs). A conferência tem crescido de ano para ano, especialmente a partir da edição de 2006, em que Loic consegue trazer como oradores Shimon Peres e Nicolas Sarkozy. A edição de 2010 da conferência contou com 3.000 pessoas no local, vindas de mais de 60 países e mais de 200.000 a assistir pela habitual transmissão gratuita na internet. A LeWeb é hoje um dos maiores eventos do seu género.

## Seesmic
Em 2007 Loic muda-se então para São Francisco (Califórnia), onde lança uma nova startup de nome Seesmic
O foco inicial do Seesmic era criar uma comunidade de videobloguers, servindo o serviço também para comentários via video. Em 2008 a crise económica faz com que o Seesmic mude o seu foco para ser mais um cliente de acesso a redes sociais (como Twitter, Facebook, LinkedIn e outros), formalizando-se com a aquisição do Twhirl. Em Janeiro de 2010 o Seesmic adquire o Ping.fm, firmando o seu compromisso em se tornar uma ferramenta multi-site e multi-plataforma. Já durante o ano de 2010, e depois de uma celebração de contrato com a empresa no segmento de software empresarial
SalesForce o Seesmic muta novamente focando-se nos utilizadores empresarias e em formas de permitir às PME's gerir a sua presença no espaço da Web social.